# 긍정적 정서성
긍정적 정서성(영어: Positive affectivity, PA)은 사람들이 감각, 감정, 정서 등 긍정적 정서를 얼마나 많이 경험하는지, 그리고 그러한 경험의 결과로서 타인과 주위환경과 어떻게 상호작용하는지에 대해 설명하는 인간적 특성을 말한다.
긍정적 정서성이 높은 사람들은 흔히 열정에 차 있고, 활기 넘치며, 자신감에 차있고, 활발하며, 기민한 상태를 보인다. 연구는 긍정적 정서성을 수명 연장, 수면 질 개선, 스트레스 호르몬 저하와 관련 있다고 연관지어 왔다. 긍정적 정서성을 가진 사람들은 그렇지 않은 사람들보다 긍정적인 행동 양식을 따라하고자 하며 높은 자존감과 목표지향적인 모습을 보인다. 또한 긍정적 정서성은 열린 마음 태도와 사교성, 유익성을 촉진한다.
긍정적 정서성이 낮고 부정적 정서성(negative affectivity)이 높은 사람들은 슬픔, 무기력, 번민, 불쾌감을 유발하는 행동 등을 특성으로 한다. 긍정적 정서가 낮은 것은 사회적 불안과 우울과 연관되는데, 이는 도파민(dopamine) 수치가 낮기 때문이다.

## 연구 및 발견
여러 연구들은 인지 능력에 있어 도파민 방출과 긍정적 정서 간의 관계가 있다는 사실을 밝히고 있다. 예를 들어, 도파민 수치가 낮으면 긍정적 정서는 도파민 방출을 자극하여 일시적으로 인지 처리, 동작 처리, 감정 처리의 효율이 증가하게 된다. 도파민 방출을 자극하는 것은 일부 인지 기능에 영향을 준다. 흑질 선조계(nigrostriatal system) 내 도파민 증가는 파킨슨병으로 인한 동작 장애이나 인지 장애를 일시적으로 완화할 수 있다.
또한 도파민 방출 증가는 복측피개야(ventral tegmental area, VTA) 세포를 통해 피질변연계(mesocorticolimbic system)에 영향을 주는데, 이는 중년 이후 성인에게 기분과 개방성을 증가시킨다. 또한 긍정적 정서는 전전두피질과 전측대상회 내의 도파민 분비를 자극하여, 작업 기억(working memory)과 행동 주의력(behavioral attention) 처리를 돕는다. 마지막으로, 긍정적 정서성은 도파민 증가로부터 아세틸콜린(acetylcholine) 방출 증가를 통하여, 해마(hippocampus) 내 기억 응고화(memory consolidation)를 간접적으로 향상시킨다.
전반적으로, 긍정적 정서는 긍정적인 관점을 향상시키고 문제 해결 기술 및 사회 기술을 향상시키고, 활동과 계획의 질을 개선시키며, 동적 기능에 있어 중요한 역할을 한다.

## 부정적 정서성과의 관계
긍정적 정서성과 부정적 정서성은 각각 서로 별개의 것이다. 따라서 한 사람에게 긍정적 정서성과 부정적 정서성이 모두 높거나, 한 쪽은 높고 다른 한 쪽은 낮거나, 둘다 낮을 수도 있다. 업무중일 때와 휴식중일 때의 정서성이 다르듯, 정서성은 시간과 상황에 따라 안정적이라는 사실이 밝혀졌다. 긍정적 정서성은 개인의 선택에 영향을 주며, 특히 설문조사에 대한 답변에 영향을 준다.

## 행복, 자존감, 외향성과의 관계
행복, 안녕감, 높은 자존감은 높은 긍정적 정서성과 관련이 있지만, 또한 이들은 부정적 정서성의 영향을 받기도 한다. 긍정적 정서성의 특성은 외향성이 지배적인 성격 요소라는 것에 대체로 상응한다. 그러나 이는 대인관계 요소에 의해 영향받기도 한다.

## 검사
긍정적 정서성을 정의하는 엄격하고 뚜렷한 원칙은 없기에, 각 자기보고평가(self-reported assessment)마다 각각의 측정 척도를 사용한다. 일부 지배적인 검사들은 아래와 같다. 각 검사마다, 응답자는 주어진 형용사나 구절이 정확이 자신의 성격을 규정하는 정도를 결정짓는다.
- 구분 정서 척도(Differential Emotions Scale, DES) : 행복감이나 유쾌한 감정 등의 즐거움, 흥분, 예민함, 호기심 등 관심을 평가하는 긍정적 정서성 척도[7]
- 복합 정서 형용사 체크리스트 수정판(Multiple Affect Adjective Checklist – Revised, MAACL-R) : DES 척도와 다른 척도를 이용하여 모험 추구 행동(thrill-seeking behavior) 즉 얼마나 대담하고 모험심이 높은지를 평가하는 긍정적 정서성 척도[7]
- 기분상태프로필(Profile of Mood States, POMS) : 긍정적 정서성 영역 평가하는 활력 척도[7]
- 긍정적 부정적 정서 목록 확장형(Expanded Form of the Positives and Negative Affect Schedule, PANAS-X) : 얼마나 발랄하고 행복하고 활기찬지를 보이는 유쾌함, 얼마나 자신감있고 강한지를 측정하는 자기확신, 예민함과 집중력을 측정하는 주의성 세 척도를 사용한다.[7]
- 국제 긍정적 부정적 정서 목록 단축형(International Positive and Negative Affect Schedule Short-Form, I-PANAS-SF) : PANAS의 짧은 10가지 항목으로, 영어 원어민 비원어민을 위한 영어로 작성되었다.[10] 5항목 긍정적 정서성 척도 내부일치도 신뢰성(internal consistency reliability)은.72~.78 사이에 해당한다.[10]

## 비지니스 경영
긍정적 정서성은 직장 내 긍정적 환경 형성에 사용되는 경영상의 조직적 행동 도구이다. 긍정적 정서성 사용을 통하여, 관리자는 긍정적인 피고용인 경험과 문화를 유도할 수 있다. "정서성은 피고용인들의 경험에 관련되어 있기에, 우리는 긍정적 정서성이 높은 피고용인이 상당한 조직적 지원을 느낄 수 있도록 기대한다. 이들의 낙천적인 성격(optimism)과 자신감은 감독관들과의 건설적인 논쟁을 통한 방식으로 이들의 생각을 논의하여 문제를 해결하고 긍정적인 느낌을 확인할 수 있도록 돕는다. 긍정적 정서성은 피고용인들이 관리자에게 다가가길 두려워 하지 않는 환경에서 창의적인 문제 해결이 활발히 이뤄질 수 있도록 한다. 따라서 피고용인들은 자신이 조직 내 문제 해결에 있어 중요한 역할을 담당하고 있다고 느낀다. 목표는 비지니스를 둘러싼 긍정적 정서성을 최대화하고 부정적 정서성을 최소하하는 것이다. 공포(fear), 분노(anger), 스트레스, 적대감, 슬픔, 죄책감 등의 부정적인 감정들은 직장내 일탈(workplace deviance) 발생의 가능성을 증가시켜, 비즈니스의 생산성을 낮추게 된다.

## 효과
긍정적 정서성은 일상생활에 필수적이다. 이는 감정적 정보를 정확하고 효과적으로 처리하고 문제를 해결하며 계획을 세우고 목표를 성취하는데 도움을 준다. 긍정적 정서성의 확장 및 구축 이론(broaden-and-build theory)은 긍정적 정서성이 가용할 수 있는 사고 및 행동 목록을 확장하고 지탱할 수 있는 개인적인 자원들을 구축한다는 것을 주된 골자로 하고 있다.
연구는 긍정적 정서성이 사회적 활동(social activity)이나 유쾌한 사건의 빈도(frequency of pleasant events)와 같은 다른 수준의 변수들과 연관되어 있다고 제시한다. 또한 긍정적 정서성은 삶의 만족도(life satisfaction)와도 강하게 연결되어 있다. 높은 긍정적 정서성의 소유자들이 보이는 높은 에너지와 활동(high engagement), 낙천성(optimism), 사회적 관심도(social interest)는 이들이 삶에 더 만족할 가능성이 높다는 것을 보여준다. 사실 이러한 정서적 특성과 삶의 만족도 간에 보이는 유사성은 연구자들로 하여금 긍정적 정서성과 부정적 정서성 및 만족도를 주관적 행복(subjective well-being)의 지표로 생각하게 한다.
긍정적 정서성은 조직심리학(organizational psychology)에서의 변수 간의 관계에 영향을 끼친다. 긍정적 정서성은 주의초점(attentional focus)과 행동 레퍼토리(behavioral repertoire)를 늘리고, 그 결과 고통스런 상황들을 극복하거나 대처하는데 도움을 준다. 이러한 것들은 신체적(예 : 건강 개선), 사회적(예 : 사회적 지지 연결망social support network), 지능 및 심리적(예 : 회복 탄력성resilience, 낙관주의, 창의성)인 것 등이 있다.
긍정적 정서성은 스트레스로 인한 심리적 휴식이나 유예(respite)를 제공하여, 스트레스로 인해 결손된 자원들을 다시 보충하는 노력들을 계속 기울이게 하는데도 도움을 준다. 긍정적 정서성의 완충 기능(buffering function)은 스트레스로 인한 부정적 감정과 건강 악화 관련 문제들에 대한 해독제를 제공해 주는데, 긍정적 정서성이 알로스타틱 부하(allostatic load, 스트레스나 질병 등으로 인하여 신체에 가해지는 마모나 손상)를 감소시켜주기 때문이다. 마찬가지로 행복한 사람들(happy people)은 대처 능력이 더 뛰어나다. 맥크라에(Robert R. McCrae)와 코스타(Paul T. Costa)는 긍정적 정서성이 한층 성숙한 대처 능력과 연결된다고 결론내렸다.

## 같이 보기
- 낙천주의
- 부정적 정서성
- 운동의 신경생물학적 효과